# Пациков
Пациков (укр. Пациків) — село в Выгодской поселковой общине Калушского района Ивано-Франковской области Украины.
Население по переписи 2001 года составляло 832 человека. Занимает площадь 8,89 км². Почтовый индекс — 77553. Телефонный код — 803477.